# Adolf Abraham Halevi Fraenkel
Adolf Abraham Halevi Fraenkel (Monaco di Baviera, 17 febbraio 1891 – Gerusalemme, 15 ottobre 1965) è stato un matematico tedesco naturalizzato israeliano, noto per i suoi contributi alla logica.
Fraenkel ha studiato alle Università di Monaco, di Berlino, di Marburgo e di Breslavia. Dopo essersi laureato ha insegnato presso l'Università di Marburgo dal 1916 e qui è stato nominato professore nel 1922.
Nel 1928 egli ha lasciato Marburgo e, dopo un anno di insegnamento presso l'Università di Kiel, nel 1929 si è trasferito a Gerusalemme, quattro anni dopo la fondazione della Università ebraica di Gerusalemme. Presso questa istituzione ha trascorso tutto il resto della sua carriera accademica; è stato il primo decano della facoltà di matematica e per qualche tempo ha anche ricoperto la carica di rettore dell'università. Egli è stato un docente molto apprezzato e ha insegnato anche all'Università Harvard.
Il primo lavoro di Fraenkel ha riguardato i numeri p-adici di Hensel e la teoria degli anelli. Tuttavia egli è ampiamente conosciuto per il suo lavoro sulla teoria assiomatica degli insiemi, campo nel quale ha pubblicato la sua prima opera maggiore dal titolo (Einleitung in die Mengenlehre) nel 1919. Nel 1922 e nel 1925 ha sviluppato due tentativi di fondare la teoria degli insiemi su basi assiomatiche in grado di evitare ogni paradosso, migliorando il sistema di assiomi di Zermelo e definendo quello che ora è noto come sistema di assiomi di Zermelo-Fraenkel.
Fraenkel si è anche interessato alla storia della matematica: nel 1920 ha scritto sulle opere di algebra di Carl Friedrich Gauss, nel 1930 ha pubblicato una biografia di Georg Cantor e nel 1960 è stato editore del periodico Jewish mathematics and astronomy. Dopo il pensionamento la sua cattedra presso la Università ebraica di Gerusalemme è stata ricoperta dal suo allievo Abraham Robinson ed egli ha continuato ad insegnare presso la Università Bar Ilan nei dintorni di Tel Aviv.